# I Национальный совет Республики Польша
I созыв Национального Совета Республики Польша — учрежден указом Президента Республики Польша Владислава Рачкевича от 9 декабря 1939 года во Франции. Члены Совета были назначены президентом 21 декабря 1939 и 20 января 1940 года. Совет был распущен 3 сентября 1941 года после заключения 30 июля 1941 года Соглашения Сикорского-Майского, подписание которого встретило резкое противодействие Совета.
В совет вошли представители следующих партий: Национальной партии, Крестьянской партии, Польской социалистической партии, Еврейского списка и Партии труда. Деление на фракции не производилось.

## Президиум Совета I созыва
| Советник | Советник               | Должность                                                     | Партия                           | Время в должности | Время в должности | Время в должности |
| Советник | Советник               | Должность                                                     | Партия                           | С                 | До                | До                |
| -------- | ---------------------- | ------------------------------------------------------------- | -------------------------------- | ----------------- | ----------------- | ----------------- |
|          | Игнаций Ян Падеревский | Председатель Совета                                           | беспартийный                     | 21 декабря 1939   | 29 июня 1941      |                   |
|          | Тадеуш Белецкий        | Вице-председатель                                             | Национальная партия              | 21 декабря 1939   | 3 сентября 1941   |                   |
|          | Станислав Миколайчик   | Вице-председатель                                             | Народная партия                  | 21 декабря 1939   | 3 сентября 1941   |                   |
|          | Герман Либерман        | Вице-председатель                                             | Польская социалистическая партия | 21 декабря 1939   | 3 сентября 1941   |                   |
|          | Юзеф Гавлина           | полевой епископ Войска Польского                              | Национальная партия              | 21 декабря 1939   | 3 сентября 1941   |                   |
|          | Тадеуш Томашевский     | Председатель Верховной Палаты Контроля                        | Польская социалистическая партия | 21 декабря 1939   | 3 сентября 1941   |                   |
|          | Люциан Желиговский     | Председатель Военной комиссии Канцлер ордена Virtuti Militari | беспартийный                     | 21 декабря 1939   | 3 сентября 1941   |                   |

## Члены Национального совета
| Члены совета | Члены совета | Члены совета                                                                                                   | Члены совета |
| --- | --- | --- | ------------ |
| | | |              |
| - Игнаций Ян Падеревский - Тадеуш Белецкий - Ян Брандыс - Арка Божек - Титус Филипович - Юзеф Гавлина - Ян Яворский | - Станислав Южвяк - Герман Либерман - Станислав Мацкевич - Станислав Миколайчик - Зигмунт Новаковский - Игнаций Шварцбарт - Тадеуш Томашевский | - Зофья Залеская - Люциан Желиговский - Михал Квятковский - Юзеф Щербиньский - Юзеф Шимановский - Адам Циолкош |              |

## Комментарии
1. 1 2 3 4 5 6  Беспартийный.
2. 1 2 3  Национальная партия.
3. 1 2  Крестьянская партия.
4. 1 2 3  Польская социалистическая партия.
5. ↑  Еврейский список.
6. ↑  Партия труда.